# 达格斯伯勒 (特拉华州)
达格斯伯勒（英語：Dagsboro），是美国特拉华州苏塞克斯县（Sussex）下属的一座城镇，面积为3.77平方公里，均为陆地。2011年的数据显示该地有人口813人。论人口在本州排行第34。